# 幾何變換
幾何變換（geometric transformation）是指從具有幾何結構之集合至其自身或其他此類集合的一種對射。具體來說，「幾何變換是一個函數，其定義域與值域為點集合。幾何變換最常見的定義域與值域為同時為R2，或同時為R3。其他的幾何變換則要求須為一對一函數，使之有反函數。」可透過研究這些變換的方法來研究幾何。
幾何變換可以其操作集合的維度來分類（因此可分類出平面變換與空間變換等）。幾何變換亦可依據其保留其性質來分類：
- 位移保留距離與方向角度；
- 等距同構保留距離與角度[3]；
- 相似保留距離間的比例；
- 仿射變換保留平行[3]；
- 投影變換保留共線性[4]；

以上每種變換均包含前一種變換。
- 反演在平面上保留所有線及圓所組成的集合（但可能替換線與圓），而莫比烏斯變換則保留三維空間內的所有平面與球。

以法國地圖為例：

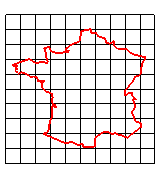
原圖案
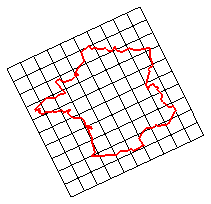
等距同構
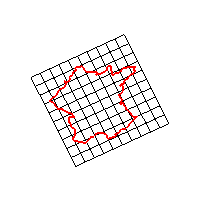
相似
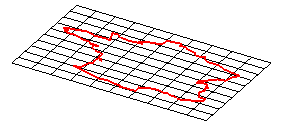
仿射變換
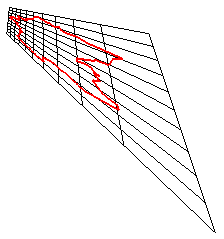
投影變換
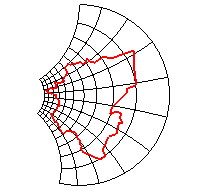
反演

- 微分同胚為一階仿射的變換；前面所有變換都是微分同胚的特例[5]。

- 共形變換保留角度在一階的相似。

- 保積變換保留在平面上的面積，或在三維空間上的容量[6]。該變換為行列式為1的一階仿射變換。

- 同胚保留點的鄰域。

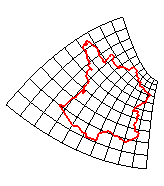
共形變換
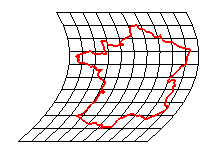
保積變換
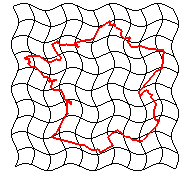
微分同胚
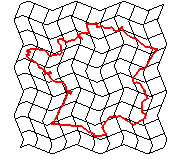
同胚

相同類型的群變換可能是其他變換群的子群。

## 另見
- 愛爾蘭根綱領
- 拓撲學
- 剛性變換